# Eustáquio de Roma
Eustáquio (ou Eustácio) é um mártir cristão e santo militar, que viveu no final do século I e inícios do século II da nossa era. Há poucos dados a respeito da vida de Eustáquio; alguns elementos da sua história, porém, estão presentes nas vidas de outros santos.
Era festejado pela Igreja Católica no dia 20 de setembro, mas a Igreja deixou de observar essa data desde que, em 1969, o papa Paulo VI removeu do calendário litúrgico vários santos que careciam de documentação histórica conveniente.

## Vida e obras
Antes da sua conversão ao cristianismo, Eustáquio era um general romano de nome Plácido (latim: Placidus) ao serviço do imperador Trajano. Enquanto caçava nas proximidades de Roma, Plácido teve uma visão de Jesus entre os anjos. Acto contínuo, converteu-se, fez-se batizar a si e à sua família, e mudou o seu nome para o grego Eustachion (com o significado de «boa fortuna»).
Uma série de calamidades abateram-se sobre o recém-convertido e a sua família para testar a sua fé: foi roubado, a sua esposa raptada pelo capitão do navio onde seguia e, por fim, ao atravessar um rio, os seus dois filhos foram levados, um por um lobo, outro por um leão. Tal como Jó, Eustáquio lamentou-se, mas não vacilou nem perdeu a fé.
Acabaria por recuperar o seu prestígio, cargos e reunir a família. Porém, quando demonstrou a sua nova fé ao recusar-se a fazer um sacrifício pagão, o imperador Adriano condenou Eustáquio, a esposa e os filhos à morte, ordenando que fossem cozinhados vivos dentro de um touro de bronze, no ano de 118 d.C.

## Devoção
A história tornou-se popular graças à Legenda Áurea de Jacopo de Voragine (c. 1260) e Eustáquio tornou-se santo patrono dos caçadores, sendo também invocado em tempos de adversidade; foi incluído entre os catorze santos auxiliares.
A ilha de Santo Eustáquio, nas Antilhas Neerlandesas, foi assim chamada em sua honra.